# Castulo rubricosta
Castulo rubricosta är en fjärilsart som beskrevs av Walker 1864. Castulo rubricosta ingår i släktet Castulo och familjen björnspinnare. Inga underarter finns listade i Catalogue of Life.